# Fédération d'Australie de football américain
La Fédération d'Australie de football américain (Gridiron Australia) est l'instance gérant le football américain en Australie. Cette fédération représente l'Australie à la Fédération internationale de football américain.
La fédération est représentée dans les compétitions internationales par l'équipe d'Australie de football américain, surnommée les Australian Outbacks.

## Organisation
La fédération s’appuie sur les fédérations régionales qui sont : 
- ACT Gridiron (en)
- Gridiron NSW (en)
- Gridiron Queensland (en)
- South Australian Gridiron Association (en)
- Gridiron Victoria (en)
- Gridiron West (en) (Australie-Occidentale)